# Ublianka
Ublianka je říčka v severovýchodním Slovensku na území okresu Snina a na Ukrajině na území okresu Užhorod. Je to pravostranný přítok Uhu s délkou 27,5 km (z toho 21,5 km na území Slovenska a zbytek na Ukrajině) a je tokem VII. řádu. Pramení na Slovensku, územím Ukrajiny protéká v délce přibližně 6 km a nazývá se Ublja.
Ublianka je evropsky významná lokalita.

## Pramen
Pramení v Bukovských vrších, v podcelku Nastaz, pod jeho hlavním hřebenem, v nadmořské výšce cca 640 m.

## Popis toku
V pramenné oblasti vytváří vějíř několika krátkých přítoků a teče jižním směrem. Vstupuje do Beskydského predhoria, do podcelku Ublianska pahorkatina, protéká územím obce Kalná Roztoka, kde přibírá levostranný potok Chmeľnica a významnější pravostranný přítok, na území obce Klenová přibírá pravostranný Tapovec a dále teče jihovýchodním směrem. Po soutoku s Volovské potokem začíná výrazněji meandrovat, zprava přibírá potok Luh a koryto se více rozšiřuje. Vstupuje na území obce Ubľa, kde postupně přibírá zprava Savka potok, zleva Brezovčík a zprava potok Stežná. Před vstupem na Ukrajinu ještě vytváří velký oblouk a opouští slovenské území. Na území Ukrajiny tok výrazně meandruje, protéká okrajem obce Malyj Bereznyj, v jejíž blízkosti ústí do Uhu (181,7 m n. m.).

## Povodí Ublianky podle přítoků (ve směru toku)
Ublianka (P – pravostranný přítok, L – levostranný přítok)
- Chmeľnica L
- Kalniansky potok P
- Tapovec P
  - Stredná P
  - Malý Tapovec P
- Klenovský potok L
- Volovský potok L
  - Stavenec L
  - Koniarov potok L
- Luh P
  - Ladomirovský potok L
    - Široký potok L

  - Poľana L
- Savkov potok P
- Brezovčík L
- Stežná P
  - Hrabinský potok P
  - Luhy L
    - Tichý potok L

  - Inovský potok P
    - Ráztočky P
    - Zásedný potok P

  - Rovný potok L
    - Kamenný potok L
    - Strihovský potok L
    - Hrabový potok P
- Brusný potok P
  - Šimunovský potok P
- Popov potok P
- Kertinovatec L
  - Voličín L
- Markov potok P
- Radovský potok L
- Petryčela P (ústí na území Ukrajiny)